# Magda Eunice Sánchez
Magda Eunice Sánchez (1946 – 7 de mayo de 2008) fue una pintora, acuarelista, dibujante, ceramista y escultora guatemalteca. Su carrera comenzó en los años 60; su primera obra conocida es de 1963, una pintura realizada en óleo de una mujer con un ave blanca cerca del rostro. Su principal tema a lo largo de su carrera artística fue la mujer y la belleza contenida en ella, sin embargo, también se interesó en otros temas como los gatos, que llevó a una máxima expresión, caballos, músicos y otros pocos elementos abstractos.  Ella solía decir que pintaba por el gusto de pintar.  Que eso era suficiente para que un artista se motivara y diera lo mejor de sí. Magda utilizaba como símbolo de libertad y expresión las manos solas o entrelazadas de las bailarinas que pintaba. Perteneció a una generación de artistas que desarrollaron sus estilos y temáticas alrededor de la política, sin embargo, ella buscó su yo esencial y lo expresó con sutileza pero con gran soltura. Recibió múltiples reconocimientos dentro de los que destacan uno otorgado por Estados Unidos, en el cual fue declarada como la artista del año por la embajada de ese país en 1993.

## Biografía

### Infancia
Magda Eunice vivió su infancia y gran parte de su vida en la zona 2 de la Ciudad de Guatemala, conocida como Ciudad Nueva. A la edad de cinco años conoció a Roberto González Goyri y otros artistas como Óscar González, Walter Peter, Jean Michel Güesenec. De niña siempre le gustó dibujar, quizás motivada por emular a la gran figura que representaba su tío Dagoberto Vásquez Castañeda, hermano de su mamá. A diferencia de él, ella siguió una línea autodidacta que puede percibirse fácilmente. Era una artista que no seguía reglas; ella las creaba y a ella le funcionaban. Desde temprana edad empezó su gusto por el dibujo y la pintura pero es en la adolescencia cuando empieza a tomar formalidad.

### Trayectoria
Se graduó de la carrera de Arquitectura en la Universidad de San Carlos de Guatemala; a finales de los 70 y principios de los 80 laboró como docente de la Facultad de arquitectura dando la cátedra de diseño arquitectónico. La década de los sesenta es turbulenta políticamente hablando en su país y el conflicto armado determinó buena parte de la expresión artística en aquella época. Es en ese momento que surge el Círculo Valenti y poco más adelante, ya hacia finales de la década, el Grupo Vértebra.  Sánchez estuvo cercana a las expresiones de ambas asociaciones a pesar de que su obra estaba alejada de los manifiestos políticos. Gestual, intuitiva, espontánea, Magda Eunice Sánchez supo tomar presencia a par de las creaciones de los artistas que fueron evolucionando con ella. Su trabajo siempre se consideró fresco y actual. Técnicamente aprovechaba las manchas y los accidentes que cada material le ofrecía, destacando así valores que hacía funcionales visualmente. En escultura estudió con Rae Leeth y Mará Elena de Lamport, donde compartió conocimientos con José Antonio Fernández y Leopoldo Barrientos.
Durante su trayectoria artística realizó más de 100 exposiciones colectivas y personales, no solo en su país natal sino también en múltiples países como Francia, Italia, Estados Unidos, China, Chile, Japón, Ecuador, España, Alemania, México, Puerto Rico, República Dominicana, Estados Unidos, y Centroamérica.En Guatemala realizó algunas exposiciones en la Galería el Túnel, así como en 4.º norte, y el Museo Nacional de Arte Moderno.

## Obra
Pintora e Ilustradora autodidacta porque decía que no le gustaba tomar elementos de otros, así su trabajo era más apasionante. Las técnicas que utilizó principalmente fueron óleo, sanguina, carboncillo y crayón. Su trabajo tiene tendencia figurativa, con distorsión de la figura jugando con transparencias y formas. Técnicamente aprovechaba las manchas y los accidentes que cada material le ofrecía, destacando así valores que hacía funcionales visualmente Realizó murales en edificios públicos, además incursionó en el grabado y en 1984 participó en la Feria Mundial de Ilustradores del Libro Infantil en Bolonia, Italia. Cuenta con una colección de 12 miniaturas que se presentan en la galería El Attico pinturas realizadas por la autora a finales del siglo. La delicadeza de las imágenes es el reflejo de los avances que la autora alcanzó En la década de los 90, trabajó mármol, fundición en bronce y resina. Hay también registros de trabajos suyos en  xilografía. A partir de su iconografía acostumbrada: figura humana, músicos y animales, Magda Eunice nos demuestra que su obra es atemporal.

## Reconocimientos
Magda fue una artista autodidacta, pero en 1998 como honor a  su trayectoria se le confirió el título de Maestra en Arte, especializada en Artes Plásticas, por la Escuela Nacional de Artes Plásticas. Recibió múltiples premios y reconocimientos a lo largo de su trayectoria, de los cuales, destacan los siguientes:
- En 1985, obtuvo el Premio Único y Glifo de Oro en la categoría de dibujo de la Bienal de Arte Paiz.
- Dos premios en bienales de Arte Paiz.
- En 1993 fue declarada artista del año por la Embajada de los Estados Unidos.
- En 1998 fue declarada artista del año por la Sociedad Dante Alighieri.
- 1998, La Universidad de Mayagüez le otorgó el diploma de Creatividad Femenina.
- 1998, ENAP otorga título por mérito.
- Jurado XI Bienal de Arte Paiz en 1998
- Como reconocimiento también le fue escrito un libro que lleva por título Magda Eunice Sánchez, del cual tiene varios autores y de la Editorial Galería Guatemala Guatemala, Centroamérica, 2013. páginas 182.[7]